# Eric Hinske
Eric Scott Hinske, né le 5 août 1977 à Menasha (Wisconsin) aux États-Unis, est un ancien joueur américain de baseball ayant évolué dans les Ligues majeures. Il est instructeur de premier but pour les Diamondbacks de l'Arizona.
Hinske s'est avéré un joueur polyvalent depuis son entrée dans les grandes ligues en 2002, jouant au premier but, au troisième but et au champ droit. Élu recrue de l'année de la Ligue américaine en 2002 avec les Blue Jays de Toronto, Hinske a la particularité d'être l'un des deux seuls joueurs de toute l'histoire des majeures à avoir joué dans trois Séries mondiales de suite avec trois équipes différentes. Il a fait partie des équipes championnes de Boston en 2007 et New York en 2009 et s'est retrouvé du côté perdant avec Tampa Bay en 2008.

## Débuts
Repêché en 1998 par les Cubs de Chicago, Eric Hinske joue dans les ligues mineures pour cette franchise jusqu'à ce qu'une transaction l'envoie à Oakland en retour de Miguel Cairo le 28 mars 2001. Quelques mois plus tard, le 7 décembre, les Athletics échangent Hinske et le lanceur Justin Miller aux Blue Jays de Toronto en retour du lanceur Billy Koch.

## Carrière en tant que joueur

### Blue Jays de Toronto
C'est avec les Jays que Hinske fait ses débuts dans les majeures en 2002. Avec une moyenne au bâton de, 279, 24 circuits et 84 points produits, 158 coups sûrs dont 38 doubles, 99 points marqués et 77 buts-sur-balles soutirés, il est élu recrue de l'année dans la Ligue américaine. En défensive cependant, il est le joueur de troisième but ayant commis le plus d'erreurs dans l'Américaine, soit 22. Hinske se voit offrir à la fin de sa première saison un contrat de 5 ans pour 114 750 000 $.
La production offensive d'Hinske déclinera toutefois au cours des trois saisons et demie suivantes avec Toronto. Mais il termine 5e dans l'Américaine pour les doubles avec 45 en 2003, malgré une saison marquée par une blessure à la main droite.
Après la saison 2004, les Blue Jays firent l'acquisition de Corey Koskie et Shea Hillenbrand, deux joueurs de troisième but. Conséquemment, Hinske fut déplacé au premier but pour la saison 2005.
En 2006, les Jays comptent dans leur alignement le joueur de premier but Lyle Overbay et le joueur de troisième but Troy Glaus. Hinske est donc transféré au champ droit, où il doit lutter avec Alex Ríos pour un poste régulier. Rios connait un fort début de saison et Hinske est relégué à un rôle de réserviste.

### Red Sox de Boston

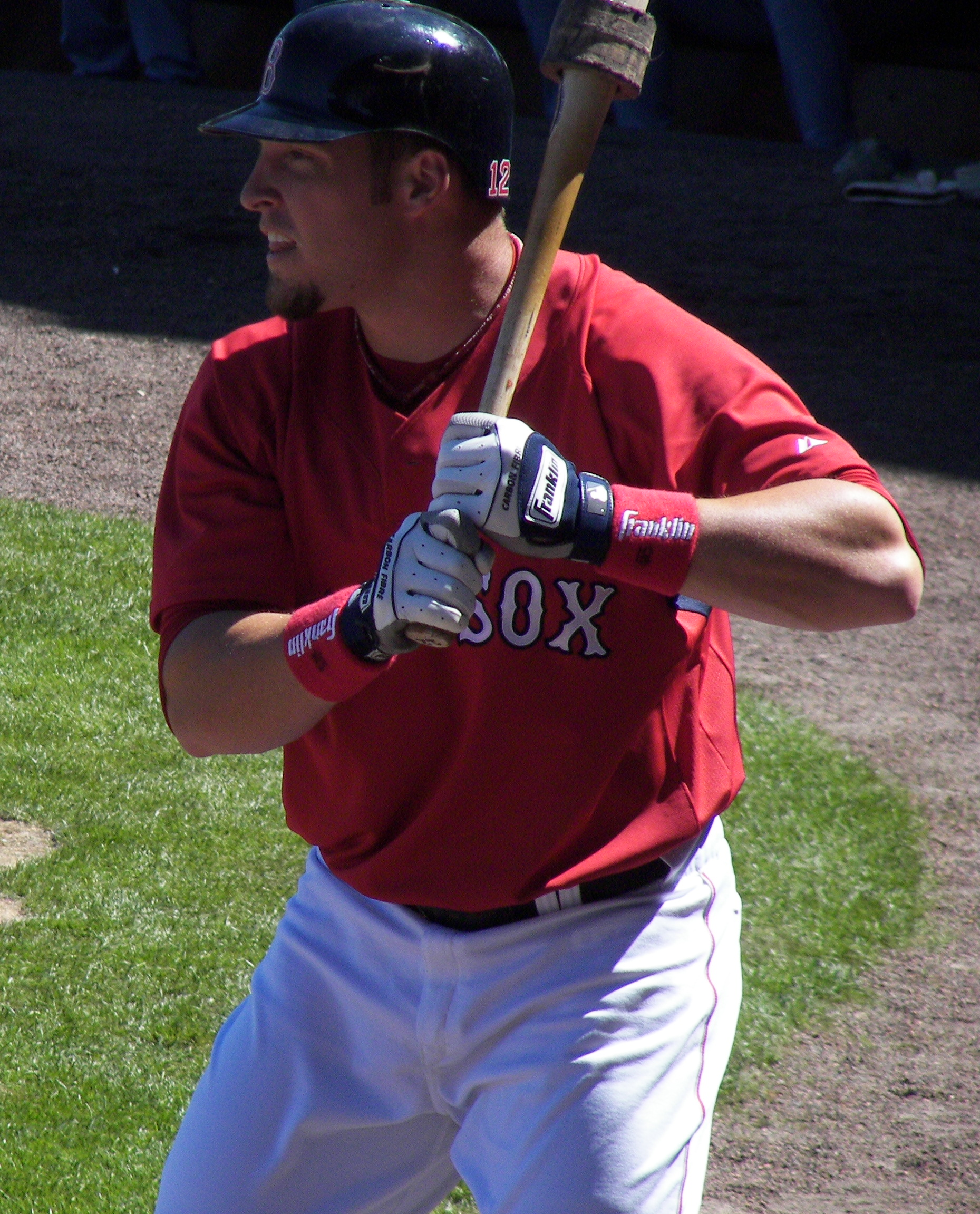
Eric Hinske en 2007 avec les Red Sox de Boston.

Le 17 août 2006, les Blue Jays cèdent son contrat aux Red Sox de Boston, avec qui il termine la saison par une séquence de 10 parties consécutives avec au moins un coup sûr.
Il ne prend part qu'à 84 parties en 2007 avec les Sox, mais remporte la Série mondiale avec l'équipe.

### Rays de Tampa Bay
Eric Hinske signe un contrat des ligues mineurs avec les Rays de Tampa Bay le 6 février 2008. Il se taille un poste comme voltigeur de droite avec sa nouvelle équipe et jouera 133 parties durant la saison. Pour la première fois depuis son année recrue en 2002, il atteint les plateaux des 20 coups de circuits et des 60 points produits.

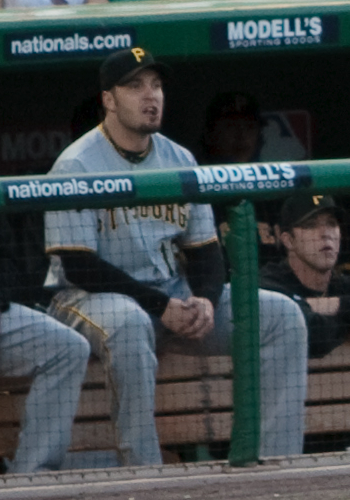
Eric Hinske en 2009 dans l'abri des Pirates de Pittsburgh.

En Série mondiale 2008, Hinske joue au champ droit en remplacement de Cliff Floyd, blessé. Il frappe son premier coup de circuit en parties d'après-saison lors du match #4 contre les Phillies de Philadelphie. Lors du match #5, il sera le dernier joueur des Rays retiré en 9e manche par le lanceur de relève Brad Lidge, officialisant la victoire des Phillies en Série mondiale.

### Pirates de Pittsburgh
Le 30 janvier 2009, Hinske a signé un contrat avec les Pirates de Pittsburgh.

### Yankees de New York
Le 30 juin, Hiske passe des Pirates aux Yankees de New York en retour du lanceur des ligues mineures Casey Erickson et du receveur/voltigeur Eric Fryer. Les Yankees reçoivent également une somme d'argent (environ 400 000 $) des Pirates pour défrayer une partie du salaire (1,5 million par saison) de Hinske.

### Braves d'Atlanta
Devenu agent libre, Hinske signe en janvier 2010 un contrat d'un an pour un million de dollars avec les Braves d'Atlanta.
Après une saison de 51 points produits, Hinske atteint les séries éliminatoires avec les Braves. Il frappe un coup de circuit et produit deux points en Série de division, mais Atlanta est éliminé par les futurs champions de la Série mondiale, les Giants de San Francisco.
Le 2 décembre 2010, Hinske signe un nouveau contrat d'un an et une année d'option avec les Braves. Il frappe 10 circuits et produit 28 points en 117 parties jouées en 2011 et revient avec l'équipe en 2012. Il ne frappe que pour ,197 avec deux longues balles en 91 parties jouées à sa dernière année à Atlanta.

### Diamondbacks de l'Arizona
Le 6 décembre 2012, Hinske accepte un contrat d'un an pour 1,35 million de dollars avec les Diamondbacks de l'Arizona.

### Séries mondiales
Eric Hinske a participé aux Séries mondiales trois saisons consécutives avec trois équipes différentes, une situation qui ne s'est vue que dans le cas d'un seul autre joueur dans l'histoire de la MLB. Hinske a joué en finale avec Boston en 2007, Tampa Bay en 2008 et les Yankees en 2009. Son équipe a remporté les grands honneurs en 2007 et 2009. Précédemment, Don Baylor avait joué dans trois finales consécutives avec trois clubs, dans une cause perdante pour les Red Sox de 1986 et les A's de 1988 ainsi qu'avec les Twins, champions de 1987.
Hinske partage avec Chuck Essegian, Bernie Carbo et Jim Leyritz le record de deux coups de circuit réussis comme frappeur suppléant en carrière lors de matchs de séries éliminatoires. Avant de claquer un circuit dans ce rôle avec Atlanta en Série de division 2010, Hinske avait réussi la longue balle en Série mondiale 2008 pour les Rays.